# Perigrapha albilinea
Perigrapha albilinea là một loài bướm đêm trong họ Noctuidae.